# Emilie Enger Mehl
Emilie Enger Mehl (Lørenskog, 8 agosto 1993) è una giurista e politica norvegese del Partito di Centro, Ministro della giustizia dall'ottobre 2021 e membro del parlamento dal 2017. È la persona più giovane a ricoprire l'incarico di Ministro della giustizia.
Mehl è diventata nota come vincitrice della prima stagione (2015) del reality show norvegese Anno. Ha anche partecipato alla terza stagione di Kompani Lauritzen, devolvendo la sua remunerazione a organizzazioni di beneficenza..

## Biografia
Mehl è nata nel 1993, figlia di Eivind Mehl e Ellen Enger Müller. Ha conseguito un Master of Laws (LL.M.) presso la Facoltà di Giurisprudenza dell'Università di Oslo.

## Carriera politica
È stata eletta rappresentante nel consiglio di contea di Hedmark dal 2015.

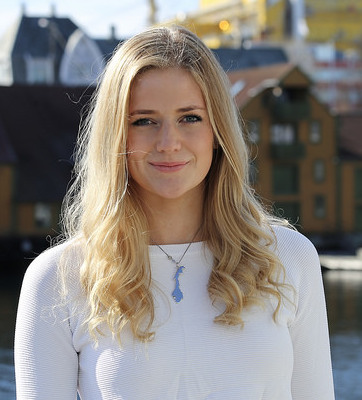
Emilie Mehl nel 2015

### In Parlamento
Mehl è stata eletta rappresentante allo Storting per il periodo 2017-2021 per il Partito di Centro. È stata membro della Commissione permanente sulla giustizia dal 2017 al 2020  e dell'Assemblea parlamentare del Consiglio d'Europa (APCE) dal 2017 al 2021.  Dal 2020 al 2021 è stata membro della commissione permanente per gli affari esteri. È stata rieletta allo Storting per il periodo 2021-2025 ed è stata sostituita dalla deputata Margrethe Haarr mentre faceva parte del governo Støre dall'ottobre 2021. 

### Ministro della Giustizia
È stata nominata ministro della Giustizia il 14 ottobre 2021. Il giorno dopo la nomina, lei e il primo ministro Jonas Gahr Støre hanno visitato Kongsberg a seguito di un attacco contro cinque persone uccise da un uomo con arco e frecce. Hanno deposto fiori in omaggio delle vittime.
Il portavoce del Partito dei Verdi per la politica sociale, Farid Shariati, ha chiesto a Mehl di istituire una commissione per esaminare tutte le questioni relative all'abuso di potere della polizia nei casi di droga. All'inizio di novembre, Mehl ha visitato la stazione di polizia di Stovner per incontrare il suo capo, Beate Gangås, e discutere delle sparatorie avvenute nella capitale, in cui otto giovani sono stati uccisi nell'arco di dieci settimane. Dopo la visita, ha sottolineato che Oslo è una città sicura, ma ha anche espresso comprensione per le persone preoccupate. 
In vista della revisione del bilancio statale, Mehl ha promesso altri 200 milioni di NOK da spendere per la polizia. Ha detto che era un lavoro a lungo termine e che il governo avrebbe modificato la riforma della polizia del gabinetto Solberg e presentato un piano per rafforzare la polizia. Ha anche detto che il governo valuterà la direzione della polizia. Il portavoce del Partito Conservatore per la politica della giustizia, Sveinung Stensland, ha detto che Mehl doveva "uscire dalla nebbia della campagna" e che la polizia non aveva bisogno di più stazioni, ma di più agenti. Ha anche criticato quella che ha definito la "reversal-mania" del Partito di Centro, che secondo lui danneggerebbe la sicurezza nazionale e la preparazione della polizia. 
Il 17 novembre Mehl ha respinto la proposta del servizio correzionale norvegese di ridurre il numero di carceri da 32 a 13. Ha dichiarato che non erano i governi a volerlo fare e che avrebbero mantenuto l'attuale struttura e il personale di base delle prigioni. 
Il 5 dicembre, Mehl ha dichiarato di volere che la vecchia struttura del tribunale tornasse all'inizio della legislatura. Ha espresso il pericolo che i tribunali più piccoli subiscano perdite di lavoratori a causa della precedente riforma dei tribunali decisa dei governi, che hanno ridotto la quantità di tribunali da 60 a 23. Il 9 dicembre, Mehl ha annunciato che 40 milioni di NOK dei 200 milioni promessi alla polizia, sarebbero stati spesi per la polizia di Oslo. Ha anche promesso una lotta contro la violenza delle bande e il reclutamento di minori nella capitale.